# North Ferriby
North Ferriby – wieś w Anglii, w hrabstwie East Riding of Yorkshire. Leży 12 km na zachód od miasta Hull i 247 km na północ od Londynu. W 2001 miejscowość liczyła 3819 mieszkańców.